# سیل ۲۰۱۸ سودان
از ژوئیه تا نوامبر ۲۰۱۸، سودان به دلیل بارندگی‌های شدید، سیل گسترده‌ای را تجربه کرد. متأثرترین ایالت‌های این کشور کسلا، غرب کردفان و خارطوم بودند. طی این سیل‌ها تا ۱۶ اوت، دست‌کم ۲۳ نفر کشته و بیش از ۶۰ نفر زخمی شدند. تا ۵ نوامبر، بیش از ۱۹۶۴۰ خانه تخریب شده و ۲۲۲۲۷۵ نفر آواره تخمین زده شد.